# Mora (Suecia)
Mora (en sueco: /'mu:ra/) es una ciudad del noroeste de la región de Dalecarlia en Suecia. Fue una de las ciudades en las que Gustavo I de Suecia consiguió apoyo popular en 1521 para luchar contra los daneses, que habían invadido el país. 
El nombre de la localidad deriva de un vocablo arcaico nórdico, mor, que designaba un "bosque denso en terreno húmedo"; es una partícula frecuente en topónimos suecos.
El municipio se encuentra situado sobre el lago Siljan. Se trata de una zona turística gracias a la naturaleza y las tradiciones populares. Uno de los eventos más importantes es el Vasaloppet, una carrera de esquí de fondo que se empezó a celebrar en 1922 y que se ha convertido en uno de los acontecimientos más prestigiosos de los deportes de invierno en Suecia. Esta carrera de 90 km tiene lugar el primer domingo de marzo, entre la aldea de Sälen y Mora. La competición conmemora el viaje de Lars Jakobsson y Engelbrekt Jonsson, los dos esquiadores más rápidos de Mora en 1521, que lograron alcanzar a Gustav Vasa en Sälen y lo convencieron de regresar a liderar el levantamiento popular contra los daneses.

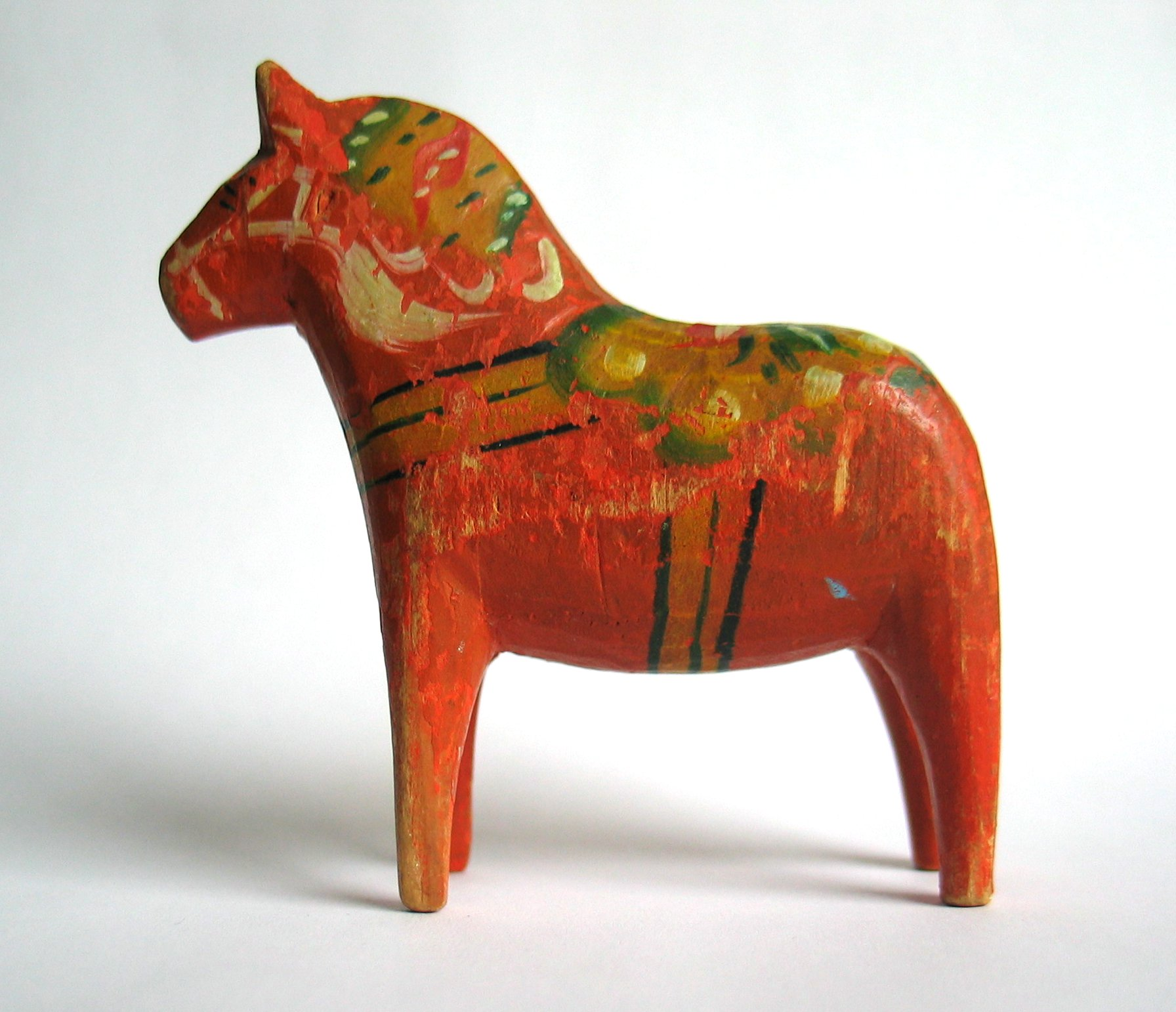
Un dalahäst, caballo de Dalarna ("los valles"), una artesanía típica sueca pintada a mano fabricada en Nusnäs, comuna de Mora.

La ciudad también se conoce por la fabricación de un modelo sencillo de cuchillo (morakniven), por la artesanía de un caballo de madera tallado y pintado (dalahäst) y por su equipo de hockey sobre hielo, así como por haber sido el lugar de nacimiento y muerte de uno de los pintores suecos más famosos, Anders Zorn.
Tenía 12 830 habitantes en 2023.